# Helicopsyche venezuelensis
Helicopsyche venezuelensis là một loài Trichoptera thuộc họ Helicopsychidae. Chúng phân bố ở vùng Tân nhiệt đới.